# Mountain Dew

Logo Mountain Dew (USA verze)

Mountain Dew (v USA Mtn Dew) je perlivý nealkoholický nápoj, který vyrábí PepsiCo. Původní receptura byla vynalezena v roce 1940 ve dvou stáčírnách nápojů v Tennessee, Barneyem a Ally Hartmanovými. Značky a výrobní práva získala Pepsi-Cola v roce 1964, poté nápoj rozšířila po Spojených státech. Nápoj se vyrábí v několika příchutích, jako je malina, citrón, navíc také dietní a energy (jen v Polsku pod názvem Adrenaline). Nápoj se prodává v PET lahvích a nápojových plechovkách.